# 식물도감
《식물도감》(植物図鑑 運命の恋, Evergreen Love)은 일본에서 제작된 미키 코이치로 감독의 2016년 멜로/로맨스 영화이다. 이와타 타카노리 등이 주연으로 출연하였고 이노우에 류타 등이 제작에 참여하였다.

## 출연

### 주연
- 이와타 타카노리
- 타카하타 미츠키

### 조연
- 미야자키 요시코
- 아이지마 카즈유키

## 기타
- 원작자: 아리카와 히로